# Gertrude Robinson
Gertrude Robinson (7 de octubre de 1890 – 19 de marzo de 1962), fue una actriz cinematográfica estadounidense de la época del cine mudo.
Nacida en la ciudad de Nueva York, Robinson actuó en un total de 164 filmes entre 1908 y 1925.
Falleció en Hollywood, California, en 1962.  

## Filmografía seleccionada
- The Arab (1915)
- Judith of Bethulia (1914)
- A Flash of Light (1910)
- What the Daisy Said (1910)
- The Day After (1909)
- To Save Her Soul (1909)
- In Little Italy (1909)
- The Death Disc: A Story of the Cromwellian Period (1909)
- The Hessian Renegades (1909)
- Those Awful Hats (1909)